# Geißberg (Naturschutzgebiet)
Geißberg ist ein Naturschutzgebiet auf dem Gebiet der baden-württembergischen Gemeinde Hohenstein.

## Kenndaten
Das Naturschutzgebiet wurde mit Verordnung des Regierungspräsidiums Tübingen vom 20. Dezember 1994 ausgewiesen und hat eine Größe von 25,1 Hektar. Es wird unter der Schutzgebietsnummer 4.249 geführt. Der CDDA-Code für das Naturschutzgebiet lautet 163221  und entspricht der WDPA-ID.

## Lage und Beschreibung
Das Schutzgebiet liegt rund 1500 Meter südwestlich des Hohensteiner Ortsteils Ödenwaldstetten. Es handelt sich um brachgefallene Schafweiden, die der Sukzession (Vergrasung, Verbuschung und Wiederbewaldung) ausgesetzt wären, sofern sie nicht gepflegt werden. Dadurch würde die Flora und Fauna verändert. Das Gebiet war außerdem gefährdet durch private Aufforstungen, Auffüllungen und Ablagerungen.
Das Gebiet liegt im Naturraum 094-Mittlere Kuppenalb innerhalb der naturräumlichen Haupteinheit 09-Schwäbische Alb und ist Teil des FFH-Gebiets Nr. 7622-341 Großes Lautertal und Landgericht.

## Schutzzweck
Wesentlicher Schutzzweck ist laut Schutzgebietsverordnung 
- die Erhaltung eines für die Mittlere Kuppenalb charakteristischen Biotopmosaiks aus Wacholderheide unterschiedlicher Ausprägung, Weidbuchen, Wiesen und Feldgehölzen sowie eines Trockentales als Zeugnis der Landschaftsgenese mit seiner Grün‑ und Ackerlandnutzung,
- die Erhaltung des auf Grund dieses Biotopmosaiks vorhandenen reizvollen, für die Mittlere Kuppenalb typischen Landschaftsbildes,
- die Erhaltung, Pflege und Verbesserung großflächiger Halbtrockenrasen mit ihren zahlreichen scheuen und zum Teil stark gefährdeten Pflanzen‑ und Tierarten, insbesondere zahlreicher standorttypischer Schmetterlingsarten,
- die Erhaltung der im Gebiet vorhandenen Sandgruben einschließlich der standorttypischen Vegetation als kulturhistorisches Zeugnis,
- die Erhaltung eines Biotopverbundes zwischen den Wacholderheideflächen am Geißberg und benachbart liegender Heideflächen, insbesondere zum Naturschutzgebiet »Steinbuckel«.